# Шипова, Надежда Павловна
Надежда Павловна Шипова, в замужестве фон Шульц (1792, имение Бельково, Костромская губерния — 12 [24] сентября 1877, Царское Село, Санкт-Петербургская губерния) — первая начальница Царскосельского училища девиц духовного звания, действительная статская советница; сестра начальницы Смольного института благородных девиц, статс-дамы М. П. Леонтьевой.

## Биография
Родилась в имении Бельково Солигаличского уезда Костромской губернии, в семье надворного советника Павла Антоновича Шипова и Елизаветы Сергеевны (урождённой Шулепниковой). Семья Шиповых дала для России немало добрых русских деятелей. У Надежды было пять братьев и три сестры: Сергей (1790—1876), Иван (1793—1845), Мария (1792—1874), Елизавета (1796—1883), Александр (1800—1878), Домна (1802—1862), Дмитрий (1805—1882), Николай (1806—1887).
Первый педагогический опыт приобрела в заботах о своих братьях. В 1811 году окончила с золотым шифром Санкт-Петербургское училище ордена Святой Екатерины.

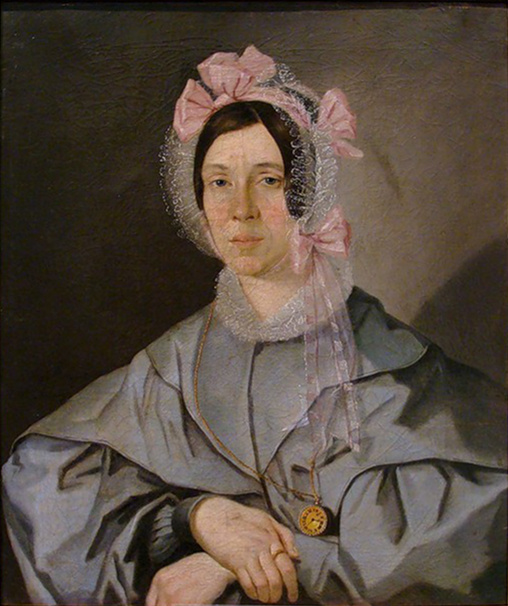
Портрет сестры — Елизаветы Павловны Шиповой

Вместе с сестрой Елизаветой Павловной была инициатором создания в России училищ для дочерей духовенства; они же написали устав и программу училища. С открытием первого в России Царскосельского училища девиц духовного звания (1843) была назначена его начальницей и выполняла эти обязанности до конца жизни, более 34 лет. Её сестра Елизавета Павловна была начальницей Солигаличского (впоследствии Ярославского) училища девиц духовного звания.
Скончалась в Царском Селе 12 (24) сентября 1877 года на 85-м году жизни. Похоронена в Новодевичьем монастыре.

### Семья
Отец — Павел Антонович Шипов (31.12.1769 — 3.3.1844), капитан Нарвского пехотного полка, с 1826 — секунд-майор в отставке; надворный советник, предводитель дворянства Солигаличского уезда, депутат Судайского дворянства; похоронен в селе Лосево (ныне — Солигаличского района Костромской области).
Мать — Елизавета Сергеевна Шулепникова (? — 1808).
Муж — Антон-Отто-Леопольд Александрович фон Шульц (3 [14] марта 1792 — 27 июля [8 августа] 1842), выпускник Дерптского университета, доктор медицины; военный врач, участник заграничного похода (1813); главный штаб-лекарь Московской полиции (1817—1825), член Медицинской конторы (1827—1833); вице-директор отделения общего управления в Царстве Польском (1839—1841); убит возмутившимися крестьянами в своём имении в Костромской губернии.
Дети:
- Павел (1831—1905)
- Елизавета (1833-?)
- Сергей (1837—1910).

## Просветительская работа
Не будучи педагогом-теоретиком, в вопросах воспитания руководствовалась главным образом верой и патриотическим чувством. Стараясь пробудить в воспитанницах желание приносить пользу и делать добро, считала расширение умственного кругозора необходимым условием развития лучших сердечных качеств. Не допускала заниматься в училище работами для продажи; цель работы воспитанниц должна была быть бескорыстна и состоять исключительно в желании помочь ближнему, сделать добро, принести пользу; устраивала в училище работы в пользу пострадавших при различных бедствиях.
Всегда присутствовала в старших классах на прочтении некоторых сочинений: «Истории государства Российского» Н. М. Карамзина (чтение 13 томов длилось почти 2 года), историко-патриотических романов и т. п.
С выпускницами училища поддерживала переписку, следила за их судьбой и деятельностью.

### Сочинения
- Шульц Н. П. фон. Притчи евангельские, приспособленные к понятию детей : Подражание фр. соч. г-жи Алиды де-Савиньяк. — М.: тип. А. Семена при Медико-хирург. акад., 1836. — 310 с.
  -  — [2-е изд.] — СПб. : тип. Я. Трея, 1853. — 208 с.
  -  — 3-е изд. — СПб. : С. А. Шипов-Шульц, 1895. — 8+192 с.